# Sinfonía n.º 2 (Suk)

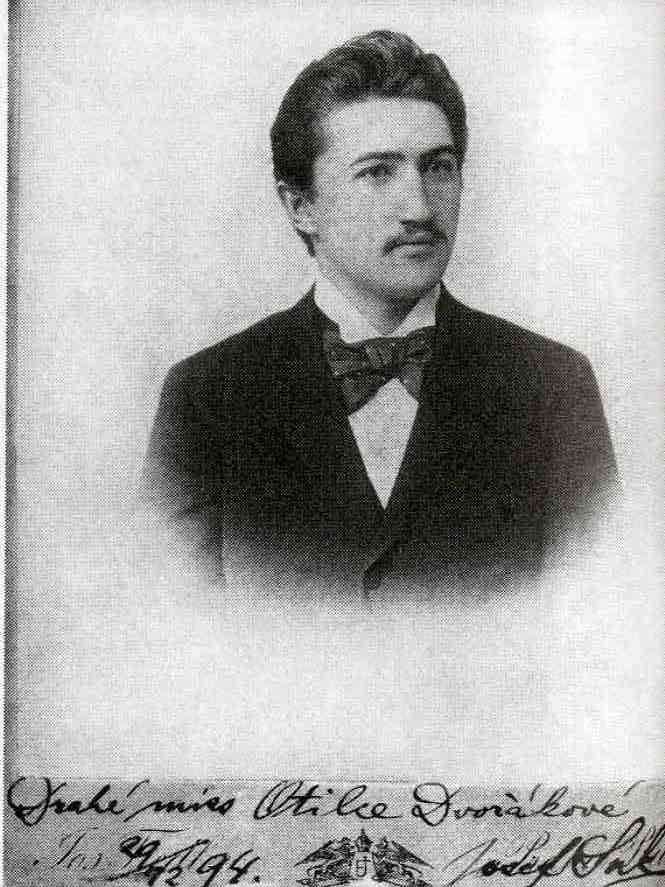
Retrato de Josef Suk con la dedicación: "A mi querida Otilka Dvoáková", 1894

La Sinfonía núm. 2, conocida como Sinfonía Azrael para gran orquesta en do menor, Op. 27 (1905-1906), fue escrita por Josef Suk en memoria de su suegro y profesor, Antonín Dvořák (muerto en 1904), y su esposa (la hija de Dvořák) Otilie Suková (nacida Otilka Dvořáková) (muerta en 1905).

## Historia
Suk comenzaba a componer su sinfonía funeral a comienzos de 1905, aproximadamente ocho meses después de la muerte de Dvořák. La composición fue titulada Azrael, en el islam, ángel de la muerte encargado de separar el alma de los cuerpos de los muertos. La obra se planificó en cinco movimientos; los esbozos de tres movimientos los acabó en tan sólo medio año. El 6 de julio de 1905, mientras Suk estaba en medio del trabajo de composición, su mujer Otilie moría. Aunque la composición debía ser también una celebración de la vida y obra de Dvořák, el compositor apesadumbrado rechazaba el tono optimista del resto de la obra. El resultado completo terminó el 4 de octubre de 1906. La sinfonía está dedicada "a la memoria exaltada de Dvořák y Otilie". Suk dedicó sus dos últimos movimientos a Otilie.
La sinfonía Azrael es una de las mejores obras orquestales del repertorio checo del XX. Magnífico violinista, Suk estudió composición con su mentor Antonín Dvořák, estableciendo una relación creativa que se convertiría en personal al casarse con la hija del compositor Otylka Dvořák, en 1898.
A pesar de que la deuda con Dvořák resulta clara, su estilo musical después de las primeras obras estaba lejos de ser una imitación de su maestro, y despliega características cálidas líricas y, a menudo, melancólicas.
Mientras sus obras de la década de 1890 muestran su talento, hubo poco rastro de su genialidad hasta que dos tragedias personales le golpearon: la inesperada muerte de su admirado maestro y suegro, Dvořák, en 1904, y la pérdida de su esposa Otylka, un año más tarde. Fue entonces cuando el talento se transformó en genio, algo perceptible en los cinco movimientos de su gran sinfonía Azrael. Suk dijo al respecto:
    "El temible ángel de la muerte golpeó por segunda vez con su guadaña. Tal desgracia destruye a un hombre o saca a la superficie todas las fuerzas dormidas dentro de él. La música me salvó y después de un año comencé la segunda parte de la sinfonía, comenzando con un Adagio, un tierno retrato de Otilka”.
– Jessica Duchen: The Independent del 19 de febrero de 2010
La sinfonía en cinco movimientos «Azrael», compuesta bajo la impresión de la muerte de su mujer y de Antonín Dvořák (los tres primeros movimientos están dedicados a Dvořák y los dos últimos a su esposa). El título Azrael alude al ángel de la muerte; toda la obra está caracterizada por su aire a la vez fúnebre, demoniaco, desesperado y resignado. El triple clímax del primer movimiento es un pasaje impresionante, con su recreación de la llamada de los trombones del Apocalipsis. Este clímax recuerda el del primer movimiento de la Sinfonía nº8 de Anton Bruckner, aunque todo parece indicar que Suk desconocía en aquel momento esta obra.
La sinfonía Asrael Op. 27, inicialmente solo pretendía ser un réquiem para Dvořák, pero se amplió en los dos últimos movimientos después de la muerte de su esposa. Un breve motivo recorre la obra, que en un principio parece frío y despiadado, pero que se desvanece en la lejanía al final indulgente a modo de coral solemne. La sinfonía de Asrael contiene citas de las obras de Dvořák, en el segundo movimiento el motivo básico de los Réquiems de Dvořák, más tarde la canción del cazador de Rusalka. Asrael es una obra notable, que recuerda a Gustav Mahler en escala e intensidad de expresión.
La sinfonía es una manifestación de dolor absolutamente conmovedora; compuesta a escala gigantesca, el consuelo del cuarto movimiento contrasta con la tragedia del Finale. Escrita en fecha relativamente temprana, Azrael fue la primera de una notable serie de ambiciosas obras orquestales, que incluyen Impresiones de verano y Madurez.
La interpretación debe hacer una lectura de gran riqueza textúral. La profundidad de su aproximación debe distinguirse por su tratamiento sensitivo de los numerosos temas recurrentes que confieren a la sinfonía sus cualidades épicas, y del Finale, donde se despliega una intensa sensación de catarsis.

## Estructura
- I. Andante sostenuto ......(15'01)
- II. Andante ...............( 6'41)
- III. Vivace ...............(12'14)
- IV. Adagio ................(10'33)
- V. Finale: Adagio y maestoso ......(13'27)

## Plantilla orquestal
1 flautín, 2 flautas, 2 oboes, corno inglés, 2 clarinetes, clarinete bajo, 2 fagotes, contrafagot, 6 trompas (5ª y 6ª trompa ad lib.), 3 trombones, 3 trompetas, tuba, timbales, triángulo, pareja de platillos, platillo colgante, bombo, arpa y cuerdas.